# 四百二十連敗女孩
《四百二十連敗女孩》，是桐山成人著作、七桃りお繪製插畫的日本輕小說作品。本作獲得「第14屆 Fami通 Entame大賞」，及「2014 這本輕小說最厲害新書排行第 11 名」，且在作品上市前便推出宣傳影片。

## 故事簡介
｢私立聖仙杜瑞拉學園」是一所專門淬煉出女高中生美貌的養成學校，校長為了在各式領域培養出頂尖的美女，只要女生擁有一項特殊專長和出類拔萃的美貌即可就讀；但男生的入學條件完全只能靠學歷來一較高下。
石蕗春，費盡千辛萬苦的以第一名之姿進入學園，卻在開學典禮致詞時因為朋友的陷害拿錯演講稿，講出了超糟糕的宣言，從此成了女孩們避之唯恐不及的存在，並被取了「咬蟯蟲的蟲」的糟糕綽號，石蕗春幻想中的美好高中生活在第一天便畫下句點。

## 出場人物
※聲優為宣傳動畫·廣播劇CD版

### 主要人物
石蕗春（聲：江口拓也）
本作男主角，外號「咬蟯蟲的蟲」。
毒木空美也子（聲：雨宮天）
本作女主角，擁有美的像妖精一樣且超級可愛的外表，但是個性上非常糟糕。
時宗愛結
秋海棠柚理

### 拒絕告白人物
椿玲奈（声：村川梨衣）
鯉川蓮香
櫻木睦美
吹子薺（声：佐藤聪美）

## 外部連結
- Enterbrain（页面存档备份，存于）（日語）
  - 四百二十連敗女孩（页面存档备份，存于） FBonline（日語）
  - 四百二十連敗女孩（页面存档备份，存于） FB New Blog（日語）
  - 法米通文庫14回Entame大獎 大獎受賞作動畫PV（页面存档备份，存于）（日語）